# Сошичненська сільська рада
Сошичненська сільська рада Сошичненської сільської територіальної громади (до 2019 року — Сошичненська сільська рада Камінь-Каширського району Волинської області) — орган місцевого самоврядування Сошичненської сільської територіальної громади Волинської області з розміщенням у с. Сошичне.

## Склад ради
Рада складається з 14 депутатів та голови.
Перші вибори депутатів ради та голови громади відбулись 22 грудня 2019 року. Було обрано 14 депутатів, з них (за суб'єктами висування): самовисування — 9, «Слуга народу» — 3 та Всеукраїнське об'єднання «Батьківщина» — 2.
Головою громади обрали члена УКРОПу, самовисуванку Світлану Макарівну Сидорук, помічника-консультанта Народного депутата України.

## Історія
Колишня адміністративно-територіальна одиниця у Камінь-Каширському районі Волинської області з територією 82,555 км² та підпорядкуванням сіл Сошичне і Запруддя.

### Населення
Згідно з переписом УРСР 1989 року чисельність наявного населення сільської ради становила 2100 осіб, з яких 970 чоловіків та 1130 жінок.
За переписом населення України 2001 року в сільській раді мешкало 2167 осіб.

### Мова
Розподіл населення за рідною мовою за даними перепису 2001 року:
| Мова       | Відсоток |
| ---------- | -------- |
| українська | 99,68 %  |
| російська  | 0,14 %   |
| білоруська | 0,05 %   |
| молдовська | 0,05 %   |

## Керівний склад сільської ради
| ПІБ                         | Основні відомості                                                  | Дата обрання | Дата звільнення |
| --------------------------- | ------------------------------------------------------------------ | ------------ | --------------- |
| Гаврилюк Степан Онуфрійович | Сільський голова, 1960 року народження, освіта                     | 26.03.2006   | 02.11.2015      |
| Волосюк Ігор Васильович     | Сільський голова, 1990 року народження, освіта вища, позапартійний | 03.11.2015   |                 |

Примітка: таблиця складена за даними джерела